# Наше мало мисто
Наше мало мисто је југословенска телевизијска серија из 1970. године. Сценарио је написао Миљенко Смоје а редитељ је био Данијел Марушић.

## Радња
Серија прати живот у једном малом далматинском месту средином 20. века. Кроз призму писања хронике места, коју води аматерски хроничар, поштар Андрија, пратећи догодовштине доктора Луиђија, његове Бепине, Рока и начелника.

## Списак епизода
| Редни број | Назив епизоде           | Прво приказивање  |
| ---------- | ----------------------- | ----------------- |
| 1.         | Авијатичар              | 22. фебруар 1970. |
| 2.         | Содома и Гомора         | 1. март 1970.     |
| 3.         | Пред неверу             | 8. март 1970.     |
| 4.         | Ко је више да ?         | 22. март 1970.    |
| 5.         | Обнова зове             | 29. март 1970.    |
| 6.         | Прољетни крос           | 5. април 1970.    |
| 7.         | У част теби, добротворе | 7. фебрур 1971.   |
| 8.         | Шпорка посла            | 21. фебрур 1971.  |
| 9.         | Борбена поноћка         | 28. фебрур 1971.  |
| 10.        | Хидалго гре у рај       | 7. март 1971.     |
| 11.        | Најтежа битка           | 14. март 1971.    |
| 12.        | Атроке Калифорнија      | 21. март 1971.    |
| 13.        | Велико путовање         | 28. март 1971.    |

## Улоге
| Глумац                 | Улога                                                |
| ---------------------- | ---------------------------------------------------- |
| Карло Булић            | Дотур Луиђи (13 еп. 1970-1971)                       |
| Асја Кисић             | Бепина (13 еп. 1970-1971)                            |
| Борис Дворник          | Роко Прч (13 еп. 1970-1971)                          |
| Мише Мартиновић        | Брицо Дубровчанин сада Придсидник (13 еп. 1970-1971) |
| Антун Налис            | Постолар Флочун сада Секретар (13 еп. 1970-1971)     |
| Мирко Војковић         | Посћер Бомбиста (13 еп. 1970-1971)                   |
| Здравка Крстуловић     | Анђа Влајина удана Прч (13 еп. 1970-1971)            |
| Стјепан Писек          | Парон Антоњо - Цимавица (13 еп. 1970-1971)           |
| Иво Марјановић         | Душобрижник (13 еп. 1970-1971)                       |
| Емил Кутијаро          | Капитан Галилео (8 еп. 1970-1971)                    |
| Анте Сољак             | Карташ у коноби (8 еп. 1970-1971)                    |
| Берислав Муднић        | Полицјот (7 еп. 1970-1971)                           |
| Зденка Хершак          | Роза / Фрида (7 еп. 1970-1971)                       |
| Владимир Медар         | Начелник (6 еп. 1970)                                |
| Петар Јеласка          | Стипе Парола (6 еп. 1970-1971)                       |
| Мато Ерговић           | Доменико (6 еп. 1971)                                |
| Ана Регио              | Лавандера Кека (6 еп. 1971)                          |
| Ратко Главина          | Рибар (5 еп. 1970)                                   |
| Милка Подруг Кокотовић | Летициа (4 еп. 1970)                                 |

 Остале улоге  ▼
| Глумац                  | Улога                                                    |
| ----------------------- | -------------------------------------------------------- |
| Ивица Видовић           | Сервантес Тончи (4 еп. 1971)                             |
| Нада Абрус              | Ане Метлица (4 еп. 1970-1971)                            |
| Терезија Дадић Лепетић  | Дама у борделу (4 еп. 1970-1971)                         |
| Тони Лауренчић          | Мирко (4 еп. 1971)                                       |
| Јелица Влајки           | Зоја (3 еп. 1970-1971)                                   |
| Босиљка Оман            | Грета (3 еп. 1970)                                       |
| Тана Маскарели          | Сиромашна жена (3 еп. 1970-1971)                         |
| Перо Врца               | Гост у коноби (3 еп. 1970-1971)                          |
| Деан Дворник            | Мали Мирко (3 еп. 1970-1971)                             |
| Дино Дворник            | Мали Мирко (3 еп. 1970-1971)                             |
| Андро Марјановић        | Карташ у коноби (3 еп. 1970-1971)                        |
| Богдан Буљан            | Карташ у коноби (3 еп. 1970-1971)                        |
| Анте Вицан              | Иван Трогиранин (3 еп. 1971)                             |
| Миа Оремовић            | Роза - власница „Звизде мора” (2 еп. 1970)               |
| Нева Булић              | Антица - Пескаруша (2 еп. 1971)                          |
| Татјана Бермел          | Мицика, ђевијка која ради код Розе (2 еп. 1970)          |
| Франка Бачић            | Жена Парона Антоња (2 еп. 1970)                          |
| Бранко Ковачић          | Љекарник (2 еп. 1970-1971)                               |
| Никша Стефанини         | Исељеник (2 еп. 1970)                                    |
| Срећко Цвитковић Мушкић | Књижар (2 еп. 1970-1971)                                 |
| Југослав Налис          | Бателант (2 еп. 1970-1971)                               |
| Жељко Вичевић           | Конобар (2 еп. 1970-1971)                                |
| Борис Смоје             | Линчина (2 еп. 1971)                                     |
| Марица Јурјевић         | Посћерова жена (2 еп. 1971)                              |
| Стјепан Ковачевић       | Ремета, свећеников слуга (2 еп. 1971)                    |
| Анте Главина            | Месар (2 еп. 1971)                                       |
| Миа Сасо                | Кека (1 еп. 1970)                                        |
| Иво Кадић               | 1. цариник (1 еп. 1971)                                  |
| Фрањо Јурчец            | Талијански капетан (1 еп. 1970)                          |
| Иван Бибало             | 2. цариник (1 еп. 1971)                                  |
| Вида Јерман             | Тајница (1 еп. 1971)                                     |
| Винко Вискић            | Конобар (1 еп. 1971)                                     |
| Франко Стрметић         | (1 еп. 1970)                                             |
| Јаков Болдин            | Капо о музике (1 еп. 1971)                               |
| Јерца Мрзел             | Туристкиња (1 еп. 1971)                                  |
| Влатко Перковић         | Туристички водич (1 еп. 1971)                            |
| Васја Ковачић           | Брицо (1 еп. 1970)                                       |
| Јошко Вискић            | (1 еп. 1970)                                             |
| Неда Лахман             | Жена на полноћки (1 еп. 1971)                            |
| Грегор Радев            | Стеве - Американац (1 еп. 1971)                          |
| Метода Зорциц           | Туристкиња (1 еп. 1971)                                  |
| Вера Мишита             | Марјори (1 еп. 1971)                                     |
| Гертруда Мунитић        | Успаљена пацјенткиња у дотуревој ординацији (1 еп. 1971) |
| Лина Симиниати          | Жена на полноћки (1 еп. 1971)                            |
| Фулвија Ирвермизи       | Жена на полноћки (1 еп. 1971)                            |
| Тјешивој Циноти         | Конобар (1 еп. 1971)                                     |
| Горан Плеша             | (1 еп. 1971)                                             |
| Даница Цвитановић       | Жена из прве црквене клупе (1 еп. 1971)                  |
| Сњежана Милош           | Шанкерица (1 еп. 1971)                                   |
| Владимир Крстуловић     | Гост у коноби (1 еп. 1971)                               |
| Емил Глад               | Колумбо (непознат број епизода)                          |
| Ане Метлица             | (непознат број епизода)                                  |

Комплетна ТВ екипа  ▼
| Редитељ                   | Данијел Марушић         | (13 еп. 1970—1971)                              |
| Сценариста                | Миљенко Смоје           | (13 еп. 1970—1971)                              |
| Композитор                | Перо Готовац            | (непознат број епизода)                         |
| Директор фотографије      | Бранко Блажина          | (13 еп. 1970—1971)                              |
| Mонтажер                  | Блаженка Јенцик         | (13 еп. 1970—1971)                              |
| Mонтажер                  | Димитар Грбевски        | (1 еп. 1970)                                    |
| Сценограф                 | Маја Галасо             | (13 еп. 1970—1971)                              |
| Костимограф               | Вјера Иванковић         | (13 еп. 1970—1971)                              |
| Костимограф               | Јасна Новак             | (13 еп. 1970—1971)                              |
| Одсек за шминку           | Срећко Цвитковић Мушкић | шминкер (непознат број епизода)                 |
| Одсек за шминку           | Јанко Веверец           | шминкер (непознат број епизода)                 |
| Помоћник режије           | Жељка Милићевић         | помоћник редитеља (непознат број епизода)       |
| Помоћник режије           | Горан Плеша             | други помоћник редитеља (непознат број епизода) |
| Одсек за камеру и расвету | Миодраг Грбић           | пратилац камере (непознат број епизода)         |